# Mistrovství Československa v orientačním běhu 1977
Mistrovství Československé socialistické republiky v orientačním běhu proběhlo v roce 1977 ve třech individuálních a jedné týmové disciplíně.

## Mistrovství ČSSR na dlouhé trati
Mistrovský závod běželi pouze muži, pro ženy šlo o závod veřejný, bez mistrovských medailí.
| Datum závodu   | 14. 5. 1977     |  | Místo konání    | Bratislava - Koliba • aréna |  | Pořadatel       | Slovensko                      |
| Ředitel závodu | Rudolf Brídzik  |  | Hlavní rozhodčí | František Gallo             |  | Stavitelé tratí | František Gallo, Mojmír Šeliga |
| Název mapy     | Chlmec, Húštiny |  | Web závodu      |                             |  | Výsledky závodu |                                |

| Zkrácené výsledky             | Zkrácené výsledky  | Zkrácené výsledky              | Zkrácené výsledky | Zkrácené výsledky | Zkrácené výsledky | Zkrácené výsledky   | Zkrácené výsledky | Zkrácené výsledky | Zkrácené výsledky |
| Pořadí                        | H21 – muži         | H21 – muži                     | H21 – muži        | H21 – muži        | Pořadí            | D21 – ženy          | D21 – ženy        | D21 – ženy        | D21 – ženy        |
| ----------------------------- | ------------------ | ------------------------------ | ----------------- | ----------------- | ----------------- | ------------------- | ----------------- | ----------------- | ----------------- |
| Zlatá medaile                 | Jaroslav Kačmarčík | VSK VŠB TU Ostrava             | 2:13:37           |                   | Zlatá medaile     | Dana Ticháčková     | TJ Jičín          | 1:21:19           |                   |
| Stříbrná medaile              | Zdeněk Lenhart     | VŠZ Brno                       | 2:20:17           | +6:40             | Stříbrná medaile  | Anna Gavendová      | TJ TŽ Třinec      | 1:24:42           | +3:23             |
| Bronzová medaile              | Jiří Šumbera       | VŠZ Brno                       | 2:21:36           | +7:59             | Bronzová medaile  | Vladimíra Hudečková | TJ Tesla Brno     | 1:29:15           | +7:56             |
| 4                             | Petr Uher          | OK Jiskra Nový Bor             | 2:24:10           | +10:33            | 4                 | Olga Nejedlá        | TJ Gottwaldov     | 1:37:45           | +16:26            |
| 5                             | Jiří Ticháček      | TJ Jičín                       | 2:24:27           | +10:50            | 5                 | Věra Volfová        | TJ Gottwaldov     | 1:38:08           | +16:49            |
| 6                             | Evžen Cigoš        | VŠZ Brno                       | 2:24:51           | +11:14            | 6                 | Hana Jindrová       | TJ Gottwaldov     | 1:38:14           | +16:55            |
| 7                             | Pavel Jarčevský    | USK Praha                      | 2:26:08           | +12:31            | 7                 | Marie Rohovská      | VŠZ Brno          | 1:39:24           | +18:05            |
| 8                             | Antonín Sklenář    | Lokomotiva Olomouc             | 2:29:13           | +15:36            | 8                 | K. Valentová        | TJ TŽ Třinec      | 1:39:54           | +18:35            |
| 9                             | Štefan Máj         | TJ Slávia Farmaceut Bratislava | 2:30:31           | +16:54            | 9                 | Anna Coufalíková    | TJ Gottwaldov     | 1:39:57           | +18:38            |
| 10                            | Ondřej Herdegen    | VSK VŠB TU Ostrava             | 2:32:14           | +18:37            | 10                | Olga Kopová         | Loko Pezinok      | 1:40:44           | +19:25            |
| << předchozí • následující >> |                    |                                |                   |                   |                   |                     |                   |                   |                   |

Souhrnné informace naleznete v článku Mistrovství Československa v orientačním běhu na dlouhé trati.

## Mistrovství ČSSR jednotlivců (klasická trať)
| Datum závodu   | 1. 10. 1977   |  | Místo konání    | Bílá - Konečná • aréna |  | Pořadatel       | TJ TŽ Třinec   |
| Ředitel závodu | Zdeněk Měkyna |  | Hlavní rozhodčí | Rudolf Bartošek        |  | Stavitelé tratí | Anna Gavendová |
| Název mapy     | Švarná Hanka  |  | Web závodu      |                        |  | Výsledky závodu |                |

| Zkrácené výsledky             | Zkrácené výsledky              | Zkrácené výsledky                                    | Zkrácené výsledky       | Zkrácené výsledky       | Zkrácené výsledky | Zkrácené výsledky       | Zkrácené výsledky           | Zkrácené výsledky       | Zkrácené výsledky       |
| Pořadí                        | H21 – muži                     | H21 – muži                                           | H21 – muži              | H21 – muži              | Pořadí            | D21 – ženy              | D21 – ženy                  | D21 – ženy              | D21 – ženy              |
| ----------------------------- | ------------------------------ | ---------------------------------------------------- | ----------------------- | ----------------------- | ----------------- | ----------------------- | --------------------------- | ----------------------- | ----------------------- |
| Zlatá medaile                 | Jaroslav Kačmarčík             | VSK VŠB TU Ostrava                                   | 1:29:11                 |                         | Zlatá medaile     | Dana Ticháčková         | TJ Jičín                    | 1:08:00                 |                         |
| Stříbrná medaile              | Jiří Ticháček                  | TJ Jičín                                             | 1:29:14                 | +0:03                   | Stříbrná medaile  | Vladimíra Hudečková     | TJ Tesla Brno               | 1:08:19                 | +0:19                   |
| Bronzová medaile              | Zdeněk Lenhart                 | VŠZ Brno                                             | 1:34:01                 | +4:50                   | Bronzová medaile  | Anna Coufalíková        | TJ Gottwaldov               | 1:09:01                 | +1:01                   |
| 4                             | Antonín Sklenář                | Lokomotiva Olomouc                                   | 1:34:25                 | +5:14                   | 4                 | Olga Nejedlá            | TJ Gottwaldov               | 1:12:16                 | +4:16                   |
| 5                             | Evžen Cigoš                    | VŠZ Brno                                             | 1:35:23                 | +6:12                   | 5                 | Věra Řádková            | TJ Tesla Brno               | 1:12:58                 | +4:58                   |
| 6                             | Josef Krajča                   | TJ Gottwaldov                                        | 1:35:32                 | +6:21                   | 6                 | Zdena Strnadlová        | KOB Směr Kroměříž           | 1:13:05                 | +5:05                   |
| 7                             | Petr Uher                      | OK Jiskra Nový Bor                                   | 1:35:58                 | +6:47                   | 7                 | Eva Děkanová            | Slavia Liberec orienteering | 1:13:42                 | +5:42                   |
| 8                             | Tomáš Zdráhal                  | Slávia Olomouc                                       | 1:40:03                 | +10:52                  | 8                 | Eva Andělová            | OK Jiskra Nový Bor          | 1:15:30                 | +7:30                   |
| 9                             | Josef Borůvka                  | USK Praha                                            | 1:40:04                 | +10:53                  | 9                 | Dobra Janotová          | USK Praha                   | 1:18:34                 | +10:34                  |
| 10                            | Jaroslav Jašek                 | VSK VŠB TU Ostrava                                   | 1:40:05                 | +10:54                  | 10                | Věra Babáková           | TJ Lokomotiva Ingstav Brno  | 1:21:28                 | +13:28                  |
| Pořadí                        | H19 – junioři                  | H19 – junioři                                        | H19 – junioři           | H19 – junioři           | Pořadí            | D19 – juniorky          | D19 – juniorky              | D19 – juniorky          | D19 – juniorky          |
| Zlatá medaile                 | Miroslav Bialožyt Jiří Konopáč | TJ Jičín                                             | 1:20:01                 |                         | Zlatá medaile     | Ada Kuchařová           | TJ Tesla Brno               | 54:56                   |                         |
|                               |                                |                                                      |                         |                         | Stříbrná medaile  | Kateřina Keclíková      | USK Praha                   | 56:20                   | +1:24                   |
| Bronzová medaile              | Jaroslav Piják Ivan Uvizl      | Slávia Žilinská univerzita Žilina Lokomotiva Olomouc | 1:20:45                 | +0:44                   | Bronzová medaile  | Olga Kopová             | Loko Pezinok                | 56:24                   | +1:28                   |
| Pořadí                        | H17 – starší dorostenci        | H17 – starší dorostenci                              | H17 – starší dorostenci | H17 – starší dorostenci | Pořadí            | D17 – starší dorostenky | D17 – starší dorostenky     | D17 – starší dorostenky | D17 – starší dorostenky |
| Zlatá medaile                 | Radek Novotný                  | TJ Tesla Brno                                        | 55:05                   |                         | Zlatá medaile     | Ivana Dvořáková         | USK Praha                   | 53:01                   |                         |
| Stříbrná medaile              | Zdeněk Zuzánek                 | SOOB Spartak Rychnov n.Kn.                           | 58:33                   | +3:28                   | Stříbrná medaile  | Blanka Šrámková         | OK Jiskra Nový Bor          | 53:30                   | +0:29                   |
| Bronzová medaile              | Mikuláš Novota                 | Iskra Smrečina Banská Bystrica                       | 1:00:09                 | +5:04                   | Bronzová medaile  | Hana Zradičková         | USK Praha                   | 56:44                   | +3:43                   |
| Pořadí                        | H15 – mladší dorostenci        | H15 – mladší dorostenci                              | H15 – mladší dorostenci | H15 – mladší dorostenci | Pořadí            | D15 – mladší dorostenky | D15 – mladší dorostenky     | D15 – mladší dorostenky | D15 – mladší dorostenky |
| Zlatá medaile                 | Vlastimil Uchytil              | OOB TJ Zlaté Hory                                    | 47:15                   |                         | Zlatá medaile     | Jana Hlaváčová          | TJ Tesla Brno               | 33:53                   |                         |
| Stříbrná medaile              | Jiří Hlaváč                    | TJ Tesla Brno                                        | 49:57                   | +2:42                   | Stříbrná medaile  | Jana Tulková            | TJ Jičín                    | 37:09                   | +3:16                   |
| Bronzová medaile              | Martin Tichovský               | SK Praga                                             | 50:55                   | +3:40                   | Bronzová medaile  | Irena Miklošová         | SKOB Ostrava                | 37:46                   | +3:53                   |
| << předchozí • následující >> |                                |                                                      |                         |                         |                   |                         |                             |                         |                         |

Souhrnné informace naleznete v článku Mistrovství Československa v orientačním běhu na klasické trati.

## Mistrovství ČSSR štafet
| Datum závodu   | 2. 10. 1977          |  | Místo konání    | Mosty u Jablunkova • aréna |  | Pořadatel       | TJ TŽ Třinec   |
| Ředitel závodu | Zdeněk Měkyna        |  | Hlavní rozhodčí | Rudolf Bartošek            |  | Stavitelé tratí | Anna Gavendová |
| Název mapy     | Šance (západní část) |  | Web závodu      |                            |  | Výsledky závodu |                |

Souhrnné informace naleznete v článku Mistrovství Československa v orientačním běhu štafet.

## Mistrovství ČSSR v nočním OB
| Datum závodu   | 8. 10. 1977         |  | Místo konání    | Strančice • aréna |  | Pořadatel       | USK Praha                   |
| Ředitel závodu | Vladimír Kreisinger |  | Hlavní rozhodčí | Josef Borůvka     |  | Stavitelé tratí | Josef Borůvka, Richard Král |
| Název mapy     | Kozel I.            |  | Web závodu      |                   |  | Výsledky závodu |                             |

| Zkrácené výsledky             | Zkrácené výsledky       | Zkrácené výsledky               | Zkrácené výsledky       | Zkrácené výsledky       | Zkrácené výsledky | Zkrácené výsledky       | Zkrácené výsledky               | Zkrácené výsledky       | Zkrácené výsledky       |
| Pořadí                        | H21 – muži              | H21 – muži                      | H21 – muži              | H21 – muži              | Pořadí            | D21 – ženy              | D21 – ženy                      | D21 – ženy              | D21 – ženy              |
| ----------------------------- | ----------------------- | ------------------------------- | ----------------------- | ----------------------- | ----------------- | ----------------------- | ------------------------------- | ----------------------- | ----------------------- |
| Zlatá medaile                 | Jaroslav Kačmarčík      | VSK VŠB TU Ostrava              | 1:22:46                 |                         | Zlatá medaile     | Zdena Strnadlová        | KOB Směr Kroměříž               | 54:47                   |                         |
| Stříbrná medaile              | Jiří Ticháček           | TJ Jičín                        | 1:29:07                 | +6:21                   | Stříbrná medaile  | Libuše Hustáková        | USK Praha                       | 58:07                   | +3:20                   |
| Bronzová medaile              | Miloslav Lukavec        | OOB TJ Tatran Jablonec n. N.    | 1:29:31                 | +6:45                   | Bronzová medaile  | Vladimíra Hudečková     | TJ Tesla Brno                   | 1:01:30                 | +6:43                   |
| 4                             | Jiří Cabrnoch           | VSK ČVUT Fakulta Stavební Praha | 1:31:51                 | +9:05                   | 4                 | Ivana Uhrová            | OK Jiskra Nový Bor              | 1:04:55                 | +10:08                  |
| 5                             | Petr Beránek            | OK Jiskra Nový Bor              | 1:34:11                 | +11:25                  | 5                 | Zdena Jirková-Okénková  | VSK VŠB TU Ostrava              | 1:07:44                 | +12:57                  |
| 6                             | Otakar Novotný          | VSK ČVUT Fakulta Stavební Praha | 1:37:02                 | +14:16                  | 6                 | Eva Andělová            | TJ TŽ Třinec                    | 1:11:53                 | +17:06                  |
| 7                             | Petr Uher               | OK Jiskra Nový Bor              | 1:37:16                 | +14:30                  | 7                 | Anna Gavendová          | TJ TŽ Třinec                    | 1:14:16                 | +19:29                  |
| 8                             | Jan Hrouza              | TJ Lokomotiva Krnov             | 1:37:46                 | +15:00                  | 8                 | Marcela Dvořáková       | VSK ČVUT Fakulta Stavební Praha | 1:15:02                 | +20:15                  |
| 9                             | Oldřich Pilc            | TJ Lokomotiva Krnov             | 1:39:55                 | +17:09                  | 9                 | Hana Darebníková        | VSK VŠB TU Ostrava              | 1:21:14                 | +26:27                  |
| 10                            | Jiří Sýkora             | TJ Jičín                        | 1:40:11                 | +17:25                  | 10                | Vanda Prysczová         | TJ TŽ Třinec                    | 1:23:01                 | +28:14                  |
| Pořadí                        | H19 – junioři           | H19 – junioři                   | H19 – junioři           | H19 – junioři           | Pořadí            | D19 – juniorky          | D19 – juniorky                  | D19 – juniorky          | D19 – juniorky          |
| Zlatá medaile                 | Martin Škorpil          | Rudá hvězda Hradec Králové      | 1:02:01                 |                         | Zlatá medaile     | Ada Kuchařová           | TJ Tesla Brno                   | 58:48                   |                         |
| Stříbrná medaile              | Stanislav Červinka      | VSK ČVUT Fakulta Stavební Praha | 1:05:22                 | +3:21                   | Stříbrná medaile  | Jana Alberová           | OK Jiskra Nový Bor              | 1:03:55                 | +5:07                   |
| Bronzová medaile              | Antonín Kusbach         | TJ Gottwaldov                   | 1:07:34                 | +5:33                   | Bronzová medaile  | Olga Soudková           | SK Praga                        | 1:07:54                 | +9:06                   |
| Pořadí                        | H17 – starší dorostenci | H17 – starší dorostenci         | H17 – starší dorostenci | H17 – starší dorostenci | Pořadí            | D17 – starší dorostenky | D17 – starší dorostenky         | D17 – starší dorostenky | D17 – starší dorostenky |
| Zlatá medaile                 | Miroslav Vykysalý       | Rudá hvězda Hradec Králové      | 44:17                   |                         | Zlatá medaile     | Ivana Dvořáková         | USK Praha                       | 46:28                   |                         |
| Stříbrná medaile              | Radek Novotný           | TJ Tesla Brno                   | 46:17                   | +2:00                   | Stříbrná medaile  | Blanka Šrámková         | OK Jiskra Nový Bor              | 55:28                   | +9:00                   |
| Bronzová medaile              | Josef Šuler             | TJ Tesla Brno                   | 50:13                   | +5:56                   | Bronzová medaile  | Milena Hanušová         | TJ Jičín                        | 56:19                   | +9:51                   |
| Pořadí                        | H15 – mladší dorostenci | H15 – mladší dorostenci         | H15 – mladší dorostenci | H15 – mladší dorostenci | Pořadí            | D15 – mladší dorostenky | D15 – mladší dorostenky         | D15 – mladší dorostenky | D15 – mladší dorostenky |
| Zlatá medaile                 | Jiří Hlaváč             | TJ Tesla Brno                   | 34:16                   |                         | Zlatá medaile     | Jiřina Macounová        | USK Praha                       | 45:05                   |                         |
| Stříbrná medaile              | Pavol Bednár            | Iskra Smrečina Banská Bystrica  | 40:45                   | +6:29                   | Stříbrná medaile  | Soňa Pospíchalová       | OK Jiskra Nový Bor              | 51:09                   | +6:04                   |
| Bronzová medaile              | Jiří Šubrt              | Tempo Praha                     | 45:30                   | +11:14                  | Bronzová medaile  | Iva Kratochvílová       | KOB Směr Kroměříž               | 55:36                   | +10:31                  |
| << předchozí • následující >> |                         |                                 |                         |                         |                   |                         |                                 |                         |                         |

Souhrnné informace naleznete v článku Mistrovství Československa v nočním orientačním běhu.